# The Strypes
The Strypes est un groupe de rock irlandais, originaire de Cavan. Formé en 2011, le groupe se compose de Ross Farrelly (chant, harmonica, guitare), Josh McClorey (guitare solo, chant), Peter O'Hanlon (basse, harmonica), et Evan Walsh (batterie, saxophone).
Les Strypes commencent à jouer sur la scène locale où les membres du groupe cherchent leur son. Ils tirent leur inspiration du blues des années 1960 et des groupes pop des années 1970 comme Dr. Feelgood, Eddie and the Hot Rods, The Rolling Stones, The Yardbirds, Lew Lewis ou Rockpile aussi bien que des standards de l'origine du blues et du rock 'n' roll avec des artistes comme Chuck Berry, Bo Diddley, Howlin' Wolf et Little Walter, entre autres.
The Strypes, avec un amour partagé entre blues et rhythm and blues est formé dans la ville de Cavan, en Irlande. Après avoir joué pendant plusieurs mois sur les scènes locales autour de leur ville natale, le groupe commence dans des clubs et des pubs partout en Irlande, avec des sets mélangeant leurs propres créations avec des reprises de vieux rhythm and blues. Leur style musical qui se situe entre l'approche puissante de Dr. Feelgood et l'intensité des Yardbirds, teinté de garage rock speed blues, est vite bien reçu par les foules à travers l'Irlande, et leur réputation de groupe de scène est grandissante.

## Biographie

### Formation et débuts (2010–2011)
The Strypes est formé dans la ville de Cavan, en Irlande. Le groupe originel est composé de John Farrell (né le 11 septembre 1991), Josh McClorey (né le 10 septembre 1995), Evan Walsh (né le 30 octobre 1996), Pete O'Hanlon (né le 20 février 1996) au chant, Jack Hayden (à la basse) et Conor Bates (à la guitare).
Le groupe fait ses débuts au concert de Noël de leur école primaire, et commence à jouer aux alentours de Cavan. Quelque temps plus tard, Hayden et Bates quittent le groupe, O'Hanlon récupère la basse et Ross Farrelly (né le 3 septembre 1997) rejoint le groupe aux chant et à l'harmonica.

### Snapshot(2012–2013)
C'est en avril 2012, que sort leur premier EP auto-produit de quatre reprises de blues, intitulé Young, Gifted and Blue. Sur ce disque figure une version du titre de Bo Diddley, You Can't Judge a Book by the Cover. À ce moment, tous les membres du groupe sont encore scolarisés et avaient simplement enregistré cet EP pour s'amuser. Les Strypes font toute la promotion eux-mêmes et le disque atteint la première place dans le iTunes Blues Chart le lendemain de sa sortie (il reste six semaines en tête). Il vient comme une énorme surprise au groupe, et You Can't Judge a Book by the Cover devient un tube à la radio irlandaise. La sortie de l'EP attire aussi l'intérêt des maisons de disques et une bataille s'engage entre plusieurs majors importantes pour faire signer le groupe. 
Pendant ce temps, ils commencent à voyager à Londres, en jouant dans les clubs et les salles des environs. Parallèlement, ils signent un contrat avec Rocket Music Management, la société de management d'Elton John, qui s'est dit fan du groupe. En début décembre 2012, le groupe signe avec Mercury Records. Depuis la signature, les Strypes commencent à jouer dans plusieurs salles à travers le Royaume-Uni et apparait dans les magazines musicaux comme New Musical Express et Mojo, mais aussi dans plusieurs journaux nationaux[réf. nécessaire]. Jeff Beck, Paul Weller, Noel Gallagher, Dave Grohl, Roger Daltrey et Miles Kane se sont tous déclarés fans du groupe[réf. nécessaire].
En février 2013, lors d'une apparition dans le show télévisé Chelsea Lately, Elton John déclare à propos des Strypes : « À 16 ans, ils ont toute la connaissance du RnB et du blues que j'ai pu avoir en 65 ans. Ils sont juste comme une bouffée d'air frais[réf. nécessaire]. » Le 28 mars 2013, The Strypes sortent leur premier single sous le label Mercury Records, un titre original Blue Collar Jane. Le single sort sur les plateformes de téléchargement et en radio avec deux faces B. Le 20 avril, une version vinyle collector numérotée est sortie dans les bacs. Les réactions à la sortie du disque sont globalement positives ; le titre se classe 11e dans les charts alternatifs iTunes. En avril 2013, le groupe participe au programme de la BBC2, Later... with Jools Holland, avec d'autres artistes musicaux Suede, Laura Mvula et Cat Power. Le deuxième titre du groupe, Hometown Girls, est disponible en téléchargement en mai 2013 et en vinyle le 23 juillet. Le troisième single du groupe, What a Shame, sort en téléchargement le 26 juillet 2013. Une version vinyle sortira en août. Le 27 juin 2013, le groupe annonce en première partie des Arctic Monkeys pendant leur tournée au Royaume-Uni, Belgique, France, Allemagne et Italie. En juillet 2013, les Strypes sont en première partie des The Courteeners au Castlefield Bowl de Manchester, avec Miles Kane et Reverend and the Makers.
Le premier album des Strypes, intitulé Snapshot, sort le 9 septembre 2013. Il est produit par Chris Thomas, l'ancien producteur des Beatles, Pink Floyd, Procol Harum, Sex Pistols ou encore Elton John.

### Nouveaux albums (depuis 2014)

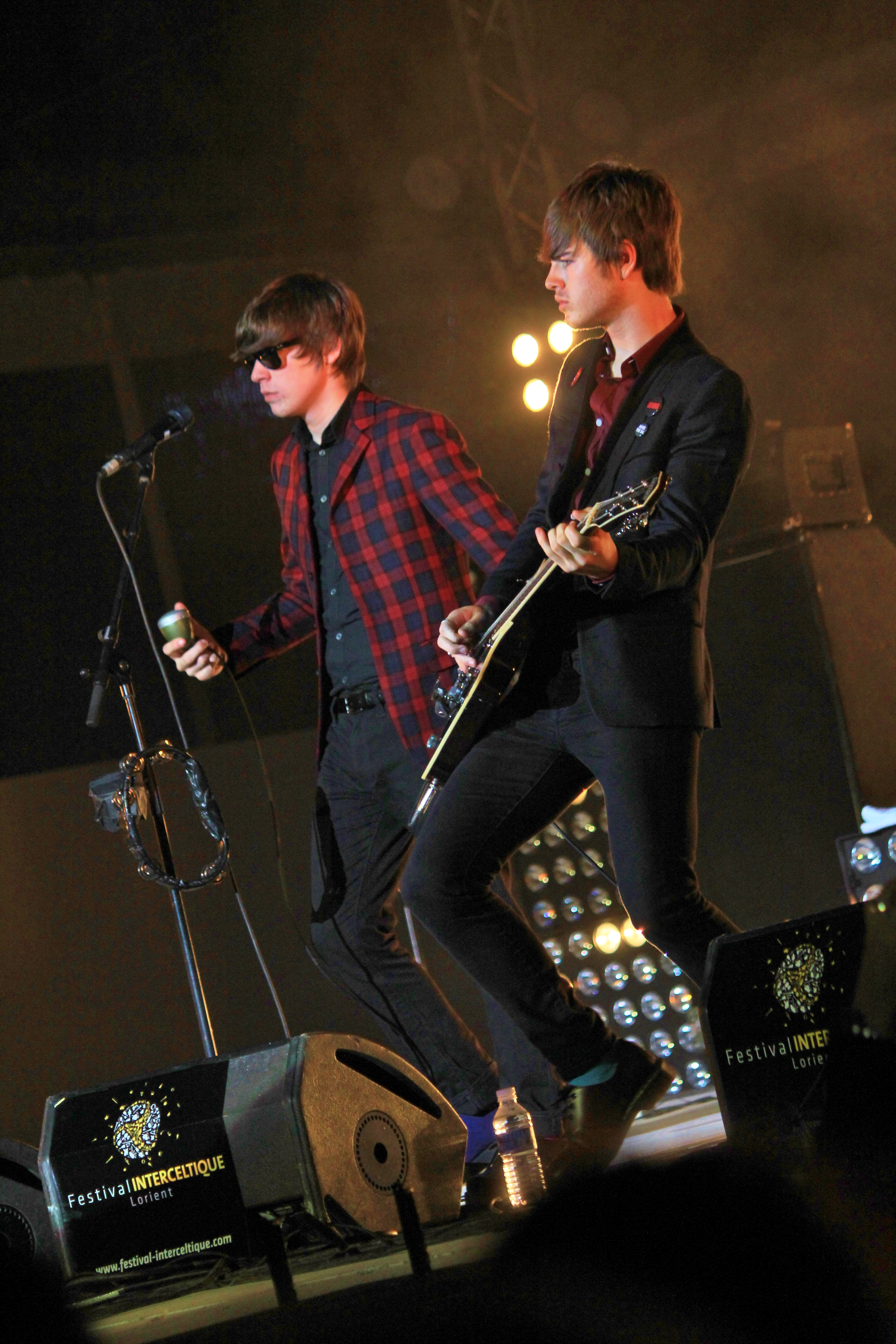
Concert de The Strypes lors du festival interceltique de Lorient, en France, en 2014.

Le 26 mars 2014, ils font leur plus gros show télévisé aux États-Unis. Ils interprètent What a Shame pendant le Late Show de David Letterman qui a terminé le show par un très enthousiaste, The Strypes - That's All You Need to Know!.
En novembre 2016, le groupe annonce une édition limitée à 500 vinyles de singles uniquement disponibles sur leur site web. En mars 2017, le groupe tourne progressivement en Irlande et annonce un nouvel album courant juin 2017, sous le titre de Spitting Image. Il sort finalement le 16 juin 2017.
Le 14 novembre 2018, The Strypes annonce la séparation du groupe sur  son compte Twitter.

## Influences
Les Strypes s'inspirent d'artistes et groupes comme Dr. Feelgood, Chuck Berry, The Rolling Stones, Bo Diddley, The Yardbirds, The Jam, Willie Dixon, Little Richard, Elvis Costello, The Ramones, The Undertones, Rockpile, Dave Edmunds, Lew Lewis, The Animals, Nine Below Zero, Jimmy Reed, Little Walter, Them, The Pirates, Elmore James, Muddy Waters, Sonny Boy Williamson II, John Mayall and the Bluesbreakers, Slim Harpo, Robert Johnson, Billy Boy Arnold, Lead Belly, John Lee Hooker et Jerry Lee Lewis. Josh McClorey déclare que What a Shame était inspiré par les Arctic Monkeys.

## Discographie

### Albums studio
| Année | Titre            | Détails | Meilleure position | Meilleure position | Meilleure position | Meilleure position |
| Année | Titre            | Détails | Irlande            | France             | Pays-Bas           | Royaume-Uni        |
| ----- | ---------------- | --- | ------------------ | ------------------ | ------------------ | ------------------ |
| 2013  | Snapshot         | - Sortie : 9 septembre 2013 (Royaume-Uni), 18 mars 2014 (États-Unis) - Label : Virgin EMI Records - Formats : CD, téléchargement, vinyle | 2                  | 75                 | 45                 | 5                  |
| 2015  | Little Victories | - Sortie : 24 juillet 2015 (Royaume Uni), 21 août 2015 (États-Unis) - Label : Virgin EMI Records - Formats : CD, téléchargement, vinyle  |                    |                    |                    |                    |
| 2017  | Spitting Image   | - Sorte : 16 juin 2017 - Label : Virgin EMI Records - Formats : CD, téléchargements, vinyle                                              |                    |                    |                    |                    |

### EP
| Année | Titre                 | Meilleure position |
| Année | Titre                 | iTunes Blues Chart |
| ----- | --------------------- | ------------------ |
| 2012  | Young Gifted and Blue | 1                  |
| 2013  | Blue Collar Jane EP   | —                  |
| 2014  | 4 Track Mind EP       | —                  |

### Singles
| Année | Titre                               | Face B                                         | Meilleure position | Album                            |
| Année | Titre                               | Face B                                         | Royaume-Uni        | Album                            |
| ----- | ----------------------------------- | ---------------------------------------------- | ------------------ | -------------------------------- |
| 2013  | Blue Collar Jane                    | What the People Don't See, I Wish You Would    | 125                | Snapshot                         |
| 2013  | Hometown Girls                      | C. C. Rider (live), Stormy Monday Blues (live) | 140                | Snapshot                         |
| 2013  | What a Shame                        | Beautiful Delilah, I Can Tell (live)           | —                  | Snapshot                         |
| 2013  | Come Together                       | —                                              | —                  | Single                           |
| 2013  | Mystery Man                         | —                                              | —                  | Single sorti uniquement au Japon |
| 2013  | You Can't Judge a Book by the Cover | You Keep Me Waiting, Saved Me (From Myself)    | —                  |                                  |